# Schoenlandella rasi
Schoenlandella rasi är en stekelart som först beskrevs av Paul C. Dangerfield och Austin 1995.  Schoenlandella rasi ingår i släktet Schoenlandella och familjen bracksteklar. Inga underarter finns listade i Catalogue of Life.